# Метелі (Дуванський район)
Мете́лі (рос. Метели, башк. Мәтәле) — село у складі Дуванського району Башкортостану, Росія. Адміністративний центр Метелинської сільської ради.
Населення — 1080 осіб (2010; 1080 у 2002).
Національний склад:
- росіяни — 98 %